# هوشنگ صمدی
هوشنگ صمدی (زادهٔ ۶ بهمن ۱۳۱۸ کلخوران، اردبیل) مشهور به ناخدا صمدی؛ ناخدا یکم تکاور بازنشستهٔ نیروی دریایی ارتش ایران است، که در طول جنگ ایران و عراق فرماندهی گردان تکاوران دریایی بوشهر را برعهده داشت.
صمدی فعالیت نظامی را از سال ۱۳۳۷ در نیروی زمینی شاهنشاهی ایران آغاز کرد، در سال ۱۳۵۴ به نیروی دریایی شاهنشاهی ایران منتقل شد و همزمان با آغاز جنگ ایران و عراق به‌عنوان یکی از فرماندهان ارشد تیپ تفنگداران دریایی محسوب می‌شد. او در آغاز جنگ در حالی که بازنشستگی وی ابلاغ شده بود، به ارتش بازگشت و در سلسله عملیات‌های نبرد خرمشهر، حصر آبادان و آزادسازی خرمشهر به همراه دیگر تکاوران ارتش، نقش کلیدی ایفا کرد. در روزهای نخست جنگ، گردان تکاوران تحت امر او، به‌مدت ۳۴ روز در مقابل ارتش عراق از خرمشهر دفاع نمود، وی در این مدت ۸ بار مجروح شد. او در چندین نبرد دیگر همچون عملیات مروارید و عملیات ثامن‌الائمه نیز حضور فعال داشت. صمدی از جانبازان جنگ ایران و عراق محسوب می‌شود.

## زندگی
هوشنگ صمدی در تاریخ ۶ بهمنِ ۱۳۱۸ در روستای شیخ کلخوران، اردبیل زاده شد. پدرش شیرعلی صمدی کلخورانی و مادرش قِزخانم نام داشتند. وی پس از گذراندن تحصیلات ابتدایی، با مهاجرت به تهران، تحصیلات متوسطه را تمام کرد و پس از گرفتن دیپلم متوسطه به دانشکده افسری ارتش راه یافت. صمدی از سال ۱۳۳۷ به خدمت ارتش شاهنشاهی درآمد و از این سال فعالیت رسمی در نیروی زمینی ارتش را آغاز کرد. وی در سال ۱۳۵۴ به نیروی دریایی ارتش منتقل شد و جهت گذراندن آموزش‌های حرفه‌ای، به بریتانیا سفر کرد.

## سردیس ناخدا صمدی
در اسفندماه ۱۳۹۵ از سردیس ناخدا هوشنگ صمدی و کتاب خاطرات وی با نام «شهری که خرم ماند» در خرمشهر و با حضور حبیب‌الله سیاری فرمانده وقت نیروی دریایی ارتش، رونمایی شد.

## جایزه‌ها و نشان‌های افتخار
این بخش شامل نشان‌ها و جایزه‌های رسمی هوشنگ صمدی است، که بر روی لباس همسان او نصب می‌شود، ولی جایزه‌های غیرنظامی و غیررسمی را در برنخواهد داشت.

### آرم‌ها
| آرم‌های سینه | آرم‌های سینه | دانشگاه فرماندهی و ستاد | آجا | نیروهای ویژه | نیروهای ویژه دریایی | چتربازی درجه ۳ |

| آرم‌های بازو | آرم‌های بازو | ستاد مشترک ارتش | تفنگداران دریایی | تکاوران دریایی | نیروی دریایی ارتش |

## نگارخانه

صمدی در اردوگاه منجیل (لوشان)
ناخدا صمدی در بوشهر، بهمن ۱۳۵۶
بازدید سیدعلی خامنه‌ای از پادگان نیروی دریایی
هوشنگ صمدی طی دورهٔ ضد چریک
صمدی در اردوگاه علی‌آباد، قم
صمدی در خرمشهر
هوشنگ صمدی، ایستاده در سمت چپ، اردوگاه پرندک، ۱۳۵۳
ناخدا صمدی آبادان ۱۳۵۹